# Ateliér (časopis)
Ateliér, čtrnáctideník současného výtvarného umění byl odborný časopis zaměřený na české výtvarné umění, vydávaný v letech 1988–2015. Na sklonku roku 1987 vyšlo nulté číslo.
Časopis se věnoval převážně domácí výtvarné scéně, výstavnímu dění ve státních i soukromých  galeriích, muzeích, sledoval architekturu, fotografii a design, uveřejňoval recenze, kritiky, profily, rozhovory, přehledy výstav v Čechách, na Slovensku a výběr ze zahraničí, věnoval se všem druhům a médiím výtvarného umění. K vybavení periodika patřlo anglické summary.
Časopis byl určen zájemcům o výtvarné umění, ať již amatérům, nebo profesionálům různých oborů – kritikům a historikům umění, umělcům, sběratelům, znalcům, obchodníkům s uměním aj.
Vydávalo jej občanské sdružení Společnost časopisu Ateliér, později spolek Společnost časopisu Ateliér, zapsaná ve spolkovém rejstříku vedeném MS v Praze pod L 3612, za finanční podpory Ministerstva kultury České republiky.
Šéfredaktorem založeného časopisu se stal František Kšajt, od 15. 5. 1990 byla šéfredaktorkou Blanka Jiráčková. Redakce sídlila v Praze v Londýnské 81.
Webové stránky zdarma administroval Vladimír Kokolia.
„Byli jsme v roce 1998 a 2000 vybráni mezi nejlepších dvacet čtyři časopisů věnujících se výtvarnému umění z celého světa. ... Ateliér poskytuje celé výtvarné oblasti jakýsi most k veřejnosti, která se o výtvarné umění vážně zajímá, z níž se rekrutují návštěvníci výstav, zájemci o výstavní katalogy, časem i sběratelé, obchodníci s uměním a především lidé milující výtvarné umění, které jim může obohatit život.“